# Grand Prix automobile des États-Unis Est
 (signalé en juillet 2025).
Si vous disposez d'ouvrages ou d'articles de référence ou si vous connaissez des sites web de qualité traitant du thème abordé ici, merci de compléter l'article en donnant les références utiles à sa vérifiabilité et en les liant à la section « Notes et références ».
- Archive Wikiwix
- Bing
- Cairn
- DuckDuckGo
- E. Universalis
- Gallica
- Google
- G. Books
- G. News
- G. Scholar
- Persée
- Qwant
- (zh) Baidu
- (ru) Yandex
- (wd) trouver des œuvres sur Wikidata

Le Grand Prix automobile des États-Unis Est est une épreuve qui a compté pour le championnat du monde de Formule 1 de 1976 à 1980, puis en 1982 et en 1983.

## Historique
Le GP des États-Unis Est était l'héritier direct du Grand Prix des États-Unis qui se tenait à Watkins Glen, dans l'État de New York, depuis 1961. La nouvelle dénomination était la conséquence de l'organisation à partir de 1976 d'une deuxième épreuve sur le sol américain appelée GP des États-Unis Ouest et disputée sur le circuit urbain de Long Beach en Californie.
Absent du calendrier en 1981, le GP des États-Unis Est a fait son retour en 1982 sur le circuit urbain de Détroit mais dès 1984 cette épreuve a pris le nom de Grand Prix de Détroit.

## Circuits utilisés pour le Grand Prix

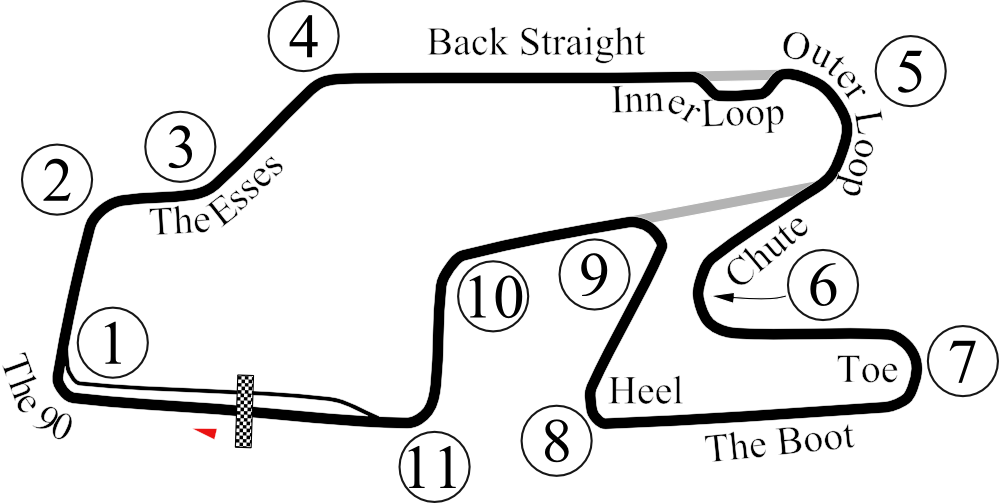
Circuit de Watkins Glen
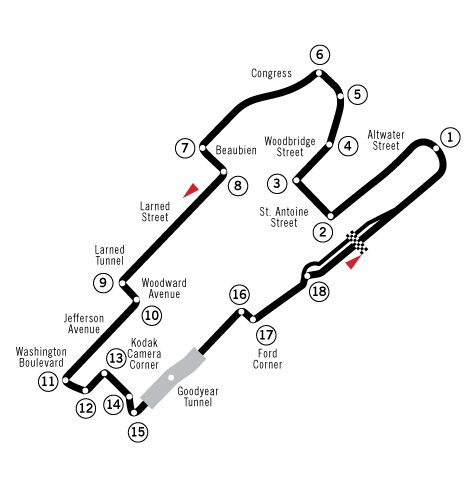
Le tracé du GP de Détroit

## Palmarès
| Année | Vainqueur         | Voiture       | Circuit                    | Résultats |
| 1976  | James Hunt        | McLaren-Ford  | Watkins Glen International | Résultats |
| 1977  | James Hunt        | McLaren-Ford  | Watkins Glen International | Résultats |
| 1978  | Carlos Reutemann  | Ferrari       | Watkins Glen International | Résultats |
| 1979  | Gilles Villeneuve | Ferrari       | Watkins Glen International | Résultats |
| 1980  | Alan Jones        | Williams-Ford | Watkins Glen International | Résultats |
| 1981  | Non couru         | Non couru     | Non couru                  | Non couru |
| 1982  | John Watson       | McLaren-Ford  | Circuit urbain de Détroit  | Résultats |
| 1983  | Michele Alboreto  | Tyrrell-Ford  | Circuit urbain de Détroit  | Résultats |